# Philibert Humbla (museiman)
Knut Philibert Humbla, född 2 juni 1896 i Kristianstad, död 29 juli 1952 i Gävle, var en svensk konsthistoriker och museiman.

## Biografi
Philibert Humbla var sonson till juridikprofessorn Philibert Humbla samt son till borgmästaren i Sölvesborg Philibert Humbla och Linnéa Rydberg.
Humbla blev filosofie licentiat vid Göteborgs högskola 1927 på avhandlingen Kilian Zoll och hans konst.
År 1929 blev han intendent för Göteborgs konsthall, där han verkade fram till 1933. Parallellt med arbetet på konsthallen var han anställd vid Göteborgs historiska museum. År 1933 tillägnade Gustaf Munthe honom en vänbok med  titeln ABC-bok för en snäll gosse gemenligen kallad Cletus.
1933 utnämndes Humbla till länsintendent i Gävleborgs län och flyttade då till Gävle. 1940 blev han den förste chefen för det nyöppnade Gävle museum (nu Länsmuseet Gävleborg). Under hela sitt liv var Humbla verksam som redaktör och skribent för olika böcker och publikationer. Han var också skribent för Nordiska museets Fataburen.
Sommaren 1947 var han på tjänsteresa i Edsbyn och såg då målningen Ångbåt i åmynningen av Lim-Johan (Johan Erik Olsson). Denna tavla hade ropats in på Lim-Johans dödsboauktion. Humbla uppmanade författaren Hans Lidman i Edsbyn, ordföranden i Ovanåkers hembygdsförening, som redan tidigare visat stort intresse för Lim-Johans måleri, att försöka samla ihop så många tavlor som möjligt av konstnären för att sätta samman en utställning. Detta blev sedermera det postuma genombrottet för Lim-Johan.
Humbla gifte sig 1929 med skådespelaren och operettsångerskan Dagmar Gille (1902–1993).